# Ocnerioxyna hemilea
Ocnerioxyna hemilea är en tvåvingeart som beskrevs av Seguy 1939. Ocnerioxyna hemilea ingår i släktet Ocnerioxyna och familjen borrflugor.
Artens utbredningsområde är Etiopien. Inga underarter finns listade i Catalogue of Life.